# برج الساما
برج الساما قرية سوريّة تتبع إداريّاً لمحافظة حلب منطقة السفيرة ناحية الحاجب، بلغ تعداد سكانها (306) نسمة حسب التعداد السكاني لعام 2004.